# Louis Visconti

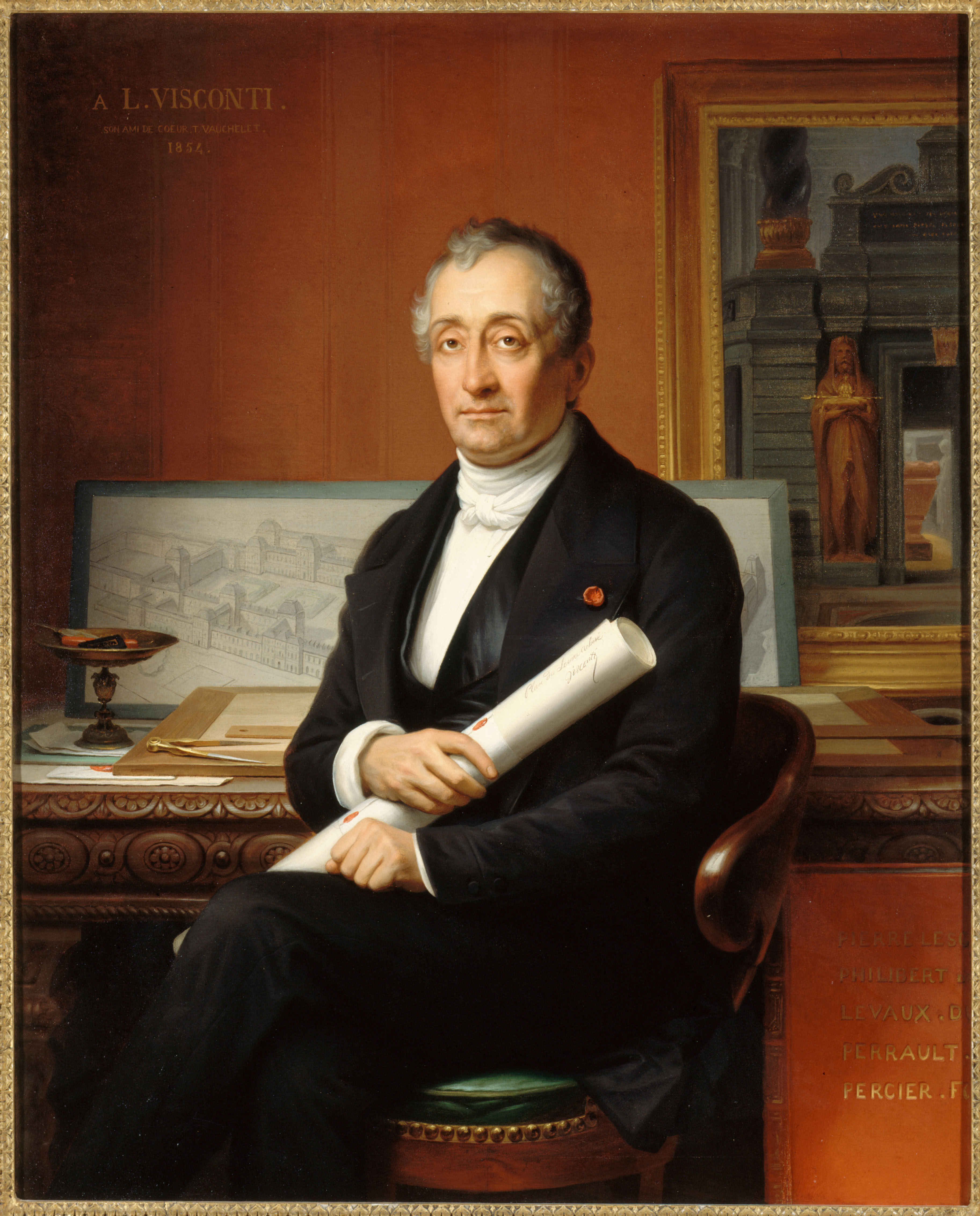
Louis Visconti

Louis Visconti (Rome, 11 februari 1791 – Parijs, 29 december 1853) was een uit Italië afkomstig Frans architect.
Visconti ontwierp vele Parijse bouwwerken, waaronder de uitbreiding van het ministerie van Financiën en Fontaine Molière (een fontein ter ere van Molière), en was korte tijd de officiële architect van het Louvre (de voltooiing van de nieuwbouw en verbouwing daarvan maakte hij door zijn overlijden niet meer mee). Hij is echter vooral beroemd geworden door zijn ontwerp van het praalgraf van Napoleon Bonaparte (1842) in Les Invalides.
Visconti kwam reeds als kind naar Parijs en verwierf al in 1799 de Franse nationaliteit. Van 1808 tot 1817 studeerde hij aan de École nationale supérieure des beaux-arts in Parijs. In 1814 won hij de tweede prijs voor architectuur van de Prix de Rome en in 1817 de architectuurprijs van de École des Beaux-Arts. Tot zijn leerlingen behoorde de Belg Joseph Poelaert, architect van het Justitiepaleis in Brussel.
Visconti ligt begraven op Père-Lachaise in Parijs.
- Bibliothèque nationale de France: cb12229012c (data)
- Gemeinsame Normdatei: 119100932
- International Standard Name Identifier: 0000 0001 1608 8885
- Library of Congress Control Number: nr92041841
- Base Léonore: LH//2732/22
- Nederlandse Thesaurus van Auteursnamen: 097202770
- RKD-Nederlands Instituut voor Kunstgeschiedenis: 329262
- SNAC: w6th9sdr
- Système universitaire de documentation: 030982553
- Union List of Artist Names: 500008209
- Virtual International Authority File: 24653651
- WorldCat: E39PBJjmRtBpfbFfbbHphtjpyd